# Carmen: A Hip Hopera
Carmen: A Hip Hopera – film muzyczny z 2001 roku, wyprodukowany przez MTV, a nakręcony przez Roberta Townsenda. W główne role wcielili się: Beyoncé, Yasiin Bey, Rah Digga, Wyclef Jean, Mekhi Phifer, Da Brat, Joy Bryant, Jermaine Dupri oraz Lil' Bow Wow. Obraz oparty jest na operze Carmen Georges'a Bizeta. Nakręcony został w Filadelfii i Los Angeles, a jego akcja obsadzona jest w czasach współczesnych. Zamiast oryginalnej ścieżki dźwiękowej Bizeta, jako soundtracki wykorzystano utwory hiphopowe oraz rhythm and bluesowe.
Film otrzymał głównie negatywne recenzje od krytyków. Carmen: A Hip Hopera była drugą poważną adaptacją opery w wykonaniu Afroamerykanów. Pierwszą stanowił film Carmen Jones, oparty na broadwayowskim musicalu o tym samym tytule, który w 1954 otrzymał nominację do Oscara.

## Obsada
- Derek Hill: Mekhi Phifer
- Carmen Brown: Beyoncé Knowles
- Lieutenant Miller: Mos Def
- Rasheeda: Rah Digga
- Wróżbita: Wyclef Jean
- Jalil: Lil' Bow Wow
- Narratorka: Da Brat
- Pockets: Jermaine Dupri
- Caela: Reagan Gomez-Preston
- Nikki: Joy Bryant

## Opis fabuły
Carmen Brown (Beyoncé Knowles) jest początkującą aktorką, której wciąż towarzyszą problemy. Nawiązuje znajomość z Derekem Hillem (Mekhi Phifer), zaręczonym z kelnerką Caelą (Reagan Gomez-Preston). W barze Lou's dochodzi do bójki między Carmen a zazdrosną narzeczoną Dereka. Jeden z przyjaciół Hilla, Lieutenant Miller (Mos Def), radzi mu, aby wysłał Carmen do więzienia. Kobieta bez skutku stara się uwieść Dereka, ostatecznie przekonując go, aby poszedł z nią do jej mieszkania, gdzie Carmen chciała zmienić strój. Na miejscu, rozbierając się do bielizny, osiąga swój cel. Rankiem Derek budzi się w pustym mieszkaniu, gdzie przyłapuje go Lieutenant Miller (nieuczciwy policjant), a następnie, w towarzystwie Caeli, aresztuje Hilla. Caela policzkuje Hilla, mówiąc mu, że go nienawidzi.
Podczas pobytu w więzieniu Hill skupia swoje myśli na Carmen, która przysłała mu list. Derek dzieli się swoją obsesją z kolegami z celi: Jalilem (Lil' Bow Wow) oraz Pocketsem (Jermaine Dupri). W międzyczasie Carmen poznaje w klubie nocnym The Spot słynnego rapera Blaze'a (Casey Lee). Pragnie on zabrać Carmen do Los Angeles, jednak ostatecznie na podróż godzą się tylko jej przyjaciółki. Carmen obiecuje, że spotka się z nimi w Los Angeles, gdy Hill opuści więzienie. Derek wychodzi na wolność, jednakże zostaje ukarany dodatkowym rokiem więzienia w zawieszeniu.
Carmen i Hill wyruszają następnie do Los Angeles, gdzie na swej drodze napotykają kolejne problemy. Kobieta nie może znaleźć pracy, podobnie jak Derek, który ze względu na wyrok jest odrzucany przez pracodawców. Carmen odwiedza najlepsze przyjaciółki, Rasheedę (Rah Digga) i Nikki (Joy Bryant), które są bardzo dobrze traktowane przez Blaze'a. Wszystkie trzy udają się do wróżbity (Wyclef Jean), który odczytuje ich przyszłość z kart tarota. Los Rasheedy oraz Nikki wydaje się być szczęśliwy, natomiast karty Carmen mówią o "ruinie, smutku i śmierci." Po tym wydarzeniu kobieta decyduje się na zmiany. Udaje się do Blaze'a i wygrywa zaproszenie na jego koncert. Następnie, gdy Carmen bierze kąpiel, do wanny wpadło radio, co spowodowało jej rozmyślania, czy był to zwiastun jej śmierci.
Krótko po tym Carmen rozstaje się z Hillem i przeprowadza się z przyjaciółkami do domu Blaze'a. Derek jest załamany, podobnie jak jego pierwowzór operowy. W dodatku dowiaduje się od Caeli, że jest w niebezpieczeństwie, gdyż odkąd dowiedział się prawdy o Millerze, ten chce się zemścić. Hill odwiedza Carmen przekonując ją, aby z nim uciekła. Jednak kobieta nie chce wyjeżdżać; podczas kłótni obserwuje ich Miller i omyłkowo postrzela dwukrotnie Carmen wyciszoną bronią. Leży ona w ramionach Hilla, który nie wie, co jej jest, dopóki nie spostrzega krwi na swoich dłoniach. Ostatecznie Carmen umiera, a Derek zostawia jej martwe ciało na podłodze i idzie do Millera. Rozpoczynają walkę, z której zwycięsko wychodzi Hill, a Miller przypłaca ją życiem. Historia kończy się niesprawidliwym aresztowaniem Hilla. Finałowa scena ukazuje rapującą narratorkę (Da Brat), trzymającą różę dla Carmen.